# Telipogon standleyi
Telipogon standleyi är en orkidéart som beskrevs av Oakes Ames. Telipogon standleyi ingår i släktet Telipogon och familjen orkidéer. Inga underarter finns listade i Catalogue of Life.